# Ixora cibdela
Ixora cibdela är en måreväxtart som beskrevs av William Grant Craib. Ixora cibdela ingår i släktet Ixora och familjen måreväxter. Inga underarter finns listade i Catalogue of Life.